# クロア・ド・フー

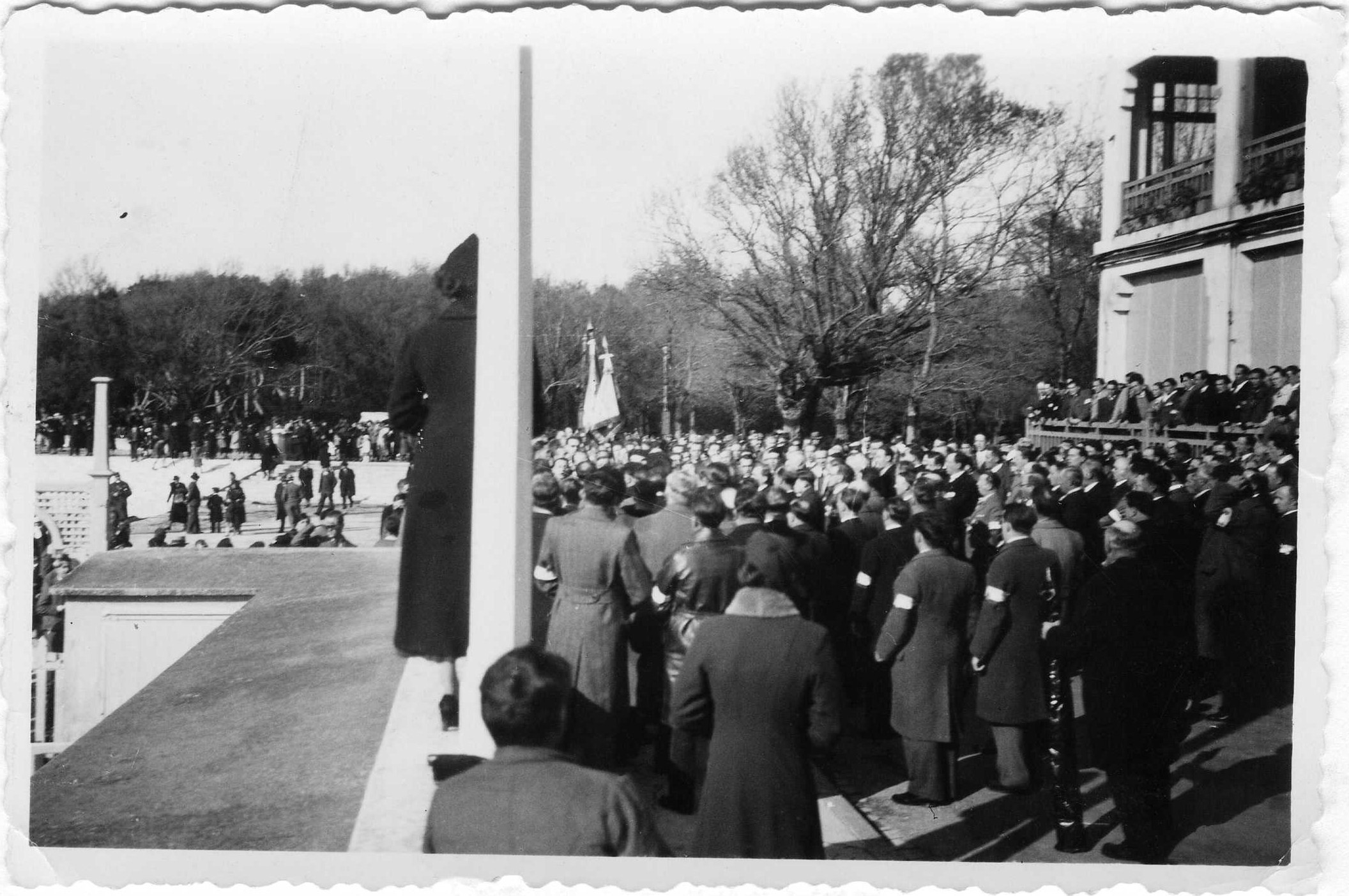
クロア・ド・フーの集会(1935年)

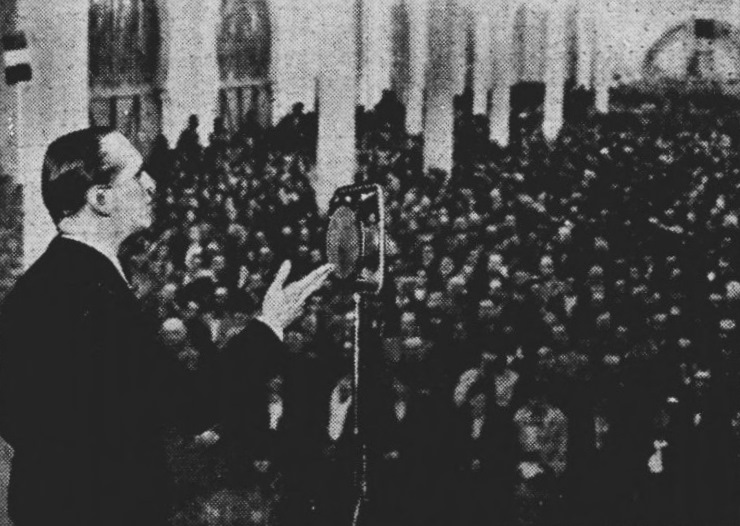

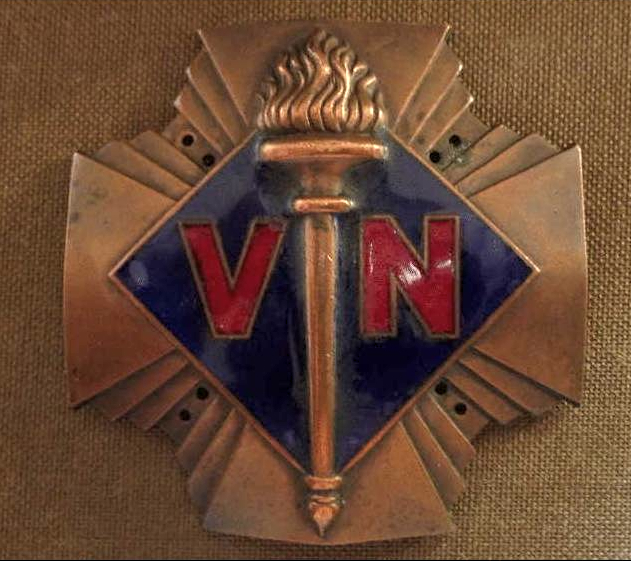

クロア・ド・フー（Croix-de-Feu）は、フランスで戦間期に活動した右翼団体。
第三共和政の無秩序な議会政治を廃止し、労働、家庭、国について「伝統的な価値観」を尊ぶ独裁主義体制の確立を目指した。

## 概要
「クロア・ド・フー」（Croix-de-Feu）の名称は、団員たちが戦場（feu=火）で戦功章（croix de guerre=戦場の十字勲章）を授けられたからということに由来し、日本では「火の十字団」と呼ばれる。当時の左翼からは「最も恐るべきファシズム団体」と呼ばれたが、思想は穏健・保守的で、過激な主張は見られず、他の右翼とは敵対関係にあった。機関紙は『フランボー』（Le Flambeau：「松明」の意）。
1927年にモーリス・ダルトワが、第一次世界大戦の退役軍人のための相互扶助機関として創設。創設にあたっては「香水王」ことフランソワ・コティの資金援助があり、本部もコティの所有する『フィガロ』紙の本部に置かれた。次第に一般の在郷軍人にも加入者が相次ぎ、右翼政治団体としての色彩を濃くした。
1931年にフランソワ・ド・ラロックが指導権を握ると、さらに武装団体としての志向を強め、1934年には団員10万人以上を抱えるようになった。徹底した規律と行き届いた装備を持ち、同じ右翼団体のアクション・フランセーズなどが伸び悩む中で多くの支持者を集めた。だが、スタヴィスキー事件の事後処理を巡って右翼団体の暴動であともう少しで第三共和政転覆に成功しようとする時に、団員にデモや暴動の参加を禁じて結果として共和政の存続を許してしまうなど、思想面では曖昧なところがあった。
1936年に人民戦線が政権を握ると解散に追い込まれるが、ラロックは自らの組織を政党フランス社会党（現在の社会党とは無関係）に衣替えして、武力による政府転覆を否定して議会政治の中に入って活動し、民族主義・反共を主張した。
第二次世界大戦でのナチス・ドイツによるフランス占領下では「ペタン元帥を規律正しく支持する」として、党名をフランス社会進歩に変更した。さらに1941年8月、党は退役軍人組織であるフランス戦士団に合流した。党員の中にはジャン・イバルネガレー（青年・家族・スポーツ担当）やポール・クレイセル（宣伝・情報担当）、フェリクス・オリヴィエ=マルタン（青年問題担当）らのように、ヴィシー政権に入閣したものもいる。しかし、ラロック自身は閑職に任じられ、実権を求めて運動したものの無視された。ドイツに公然と抵抗しなかったが、やがて同志の多くがレジスタンス運動に参加。ラロックも連合国のスパイ容疑で1943年に逮捕されて、ドイツに連行された。このため、ジャック・ノベクールのようにラロックを共和主義者、第五共和制の先駆者として擁護するものもいる。なお後の第21代フランス大統領となったフランソワ・ミッテランも、クロア・ド・フーに参加していたといわれる。゜
終戦後、フランス社会党は再結成を禁じられ、まもなくラロックは病死した。1961年にドゴール大統領によってラロックの正式な名誉回復が行われた。

## 著名な団員
- ジャン・ボロトラ
- ジャン・メルモーズ